# Ilvy Zijp
Ilvy Zijp (Akersloot, 23 januari 2004) is een voetbalspeelster uit Nederland. Ze speelt als middenvelder voor PEC Zwolle.

## Clubcarrière
Zijp begon met voetballen bij de lokale voetbalclub Meervogels '31 in Akersloot. In 2020 maakte Zijp de overstap naar VV Alkmaar.
Zijp maakt haar debuut in de Vrouwen Eredivisie voor de club uit Alkmaar op 2 maart 2021 in een met 0-3 verloren thuiswedstrijd tegen PEC Zwolle. In de volgende wedstrijd uit bij Excelsior Rotterdam maakt Zijp haar eerst doelpunt in de Eredivisie.
In 2023 neemt AZ de licentie over van VV Alkmaar. Zijp tekent een contract tot medio 2024 bij AZ. Doordat Zijp een zware kruisbandblessure heeft opgelopen in een thuiswedstrijd tegen PEC Zwolle op 31 maart 2023 moest ze haar debuut voor AZ nog even uitstellen. In de laatste wedstrijd van het seizoen 2023/24, thuis tegen sc Heerenveen, maakte Zijp alsnog haar debuut voor AZ. In het seizoen 2024/25 wist ze als invalster vijfmaal tot scoren te komen. In mei 2025 werd bekend dat het aflopende contract van Zijp niet werd verlengd en ze na het seizoen 2024/25 haar carrière elders vervolgt. In competitiegenoot PEC Zwolle vond Zijp haar nieuwe werkgever.

## Statistieken
| Seizoen | Club       | Land      | Competitie         | Wedstrijden | Doelpunten |
| ------- | ---------- | --------- | ------------------ | ----------- | ---------- |
| 2020/21 | VV Alkmaar | Nederland | Vrouwen Eredivisie | 6           | 1          |
| 2021/22 | VV Alkmaar | Nederland | Vrouwen Eredivisie | 5           | 0          |
| 2022/23 | VV Alkmaar | Nederland | Vrouwen Eredivisie | 11          | 0          |
| 2023/24 | AZ         | Nederland | Vrouwen Eredivisie | 1           | 0          |
| 2024/25 | AZ         | Nederland | Vrouwen Eredivisie | 14          | 5          |
| Totaal  | Totaal     | Totaal    | Totaal             | 37          | 6          |

Laatste update: 11 juni 2025
1 Van der Flier ·
2 Dijsselhof ·
3 Rutgers ·
4 Lindner ·
6 Pruim ·
7 Kroezen ·
8 Kemper ·
10 Hilhorst ·
11 Zuidberg ·
13 Huizenga ·
14 Walk ·
15 Van Vugt ·
16 Van der Linden ·
18 Te Wierik ·
20 Stiekema ·
22 Tijink ·
23 Weiman ·
24 Van de Velde ·
25 Davelaar ·
26 Tissingh ·
27 Schilder ·
30 Van Essen ·
40 Stallmann ·
42 Konink ·
44 Burgers ·
45 Brummel ·
48 Van Drogen ·
Coach: Brinkhof
· Assistent-coach: Jansen
· Assistent-coach: Van Oorschot
· Keeperstrainer: Beens